# Ulrich du Wurtemberg
Pour les articles homonymes, voir Ulrich de Wurtemberg.
Pour les autres membres de la famille, voir Maison de Wurtemberg.
Ulrich du Wurtemberg, né en 1342, fut tué le 23 août 1388.
Il était fils d'Eberhard II (1315-1392), comte du Wurtemberg et d'Élisabeth d'Henneberg-Schleusingen.

## Descendance
Il épousa, en 1362, Élisabeth de Bavière (1329-1402), fille du duc Louis IV de Bavière et de Marguerite II de Hainaut.
Un enfant est né de cette union :
- Eberhard III (1364-1417) qui succéda à son grand-père.

Mort quatre ans avant son père, Ulrich ne fut jamais comte de Wurtemberg. Il est cependant est l'ascendant agnatique (direct de mâle en mâle) de Charles de Wurtemberg, chef de la maison de Wurtemberg de 1975 à sa mort en 2022, et, évidemment de son petit-fils et successeur Wilhelm de Wurtemberg, né en 1994.